# Cœur de mère
Pour plus de détails, voir Fiche technique et Distribution.
Cœur de mère (Cuore di mamma) est un film italien de Salvatore Samperi, sorti en 1969.

## Synopsis
Dans ce film hors circuits, les protagonistes sont une mère divorcée avec trois jeunes enfants, la mère reste muette tout au long du film. 
Les enfants sont étonnamment très instruits pour leur âge. Malgré sa jeunesse, Massimo, encore imberbe, fait des discours sur la politique et la biochimie (il est obsédé par la mise à feu d'une fusée), il accuse aussi son petit frère de trois ans d'être un ancien communiste, et celui-ci nie avec véhémence. 
Les enfants ont un comportement étrange, ils tuent leur chat lors du vol d'essai de la fusée, car la fusée explose, le petit frère est tragiquement noyé dans la baignoire. 
La mère finit par se retrouver seule avec son fils après qu'il a gazé sa sœur.  
Un jour, sur une plage naturiste, Massimo seulement vêtu d'un casque militaire réprimande sa mère qui bronze nue sur un transat, puis il va manipuler sa fusée. Sa mère se lève et appuie sur le détonateur, et quelques instants après on voit le casque retomber au sol...

## Fiche technique
- Titre original : Cuore di mamma
- Titre français : Cœur de mère
- Réalisateur : Salvatore Samperi
- Assistants réalisateur : Maurizio Cascavilla, Nico D'Alessandria
- Scénaristes : Sergio Bazzini, Dacia Maraini
- Musique : Ennio Morricone
- Production : Enzo Doria
- Directeur de la photographie : Aldo Scavarda
- Montage : Roberto Perpignani
- Décors : Gisella Longo
- Costumes : Franco Costa
- Directeur de production : Tommaso Dazzi
- Ingénieurs du son : Renato Marinelli, Raul Montesanti
- Date de sortie :  Italie : 29 janvier 1969

## Distribution
- Philippe Leroy : Andrea Franti, l'ex-mari de Lorenza
- Beba Loncar : Magda Franti, la sœur d'Andrea
- Carla Gravina : Lorenza Garrone
- Yorgo Voyagis : Carlo, révolutionnaire
- Paolo Graziosi :  Mariano, chef révolutionnaire
- Mauro Gravina : Massimo Franti
- Monica Gravina : Anna Franti
- Massimiliano Ferendeles : Sebastiano Franti
- Valentino Orfeo : Cesetti, le libraire
- Sara Di Nepi : la fille révolutionnaire
- Nicoletta Rizzi : Eleonora, la femme d'Andrea
- Roberto Bruni : le professeur
- Rina Franchetti : Berta, la gouvernante
- Massimo Monaci
- Rossano Jalenti
- Claudio Dani
- Paolo Ciarchi : Le chanteur
- Ferdinando Murolo